# 帝京大学医真菌研究センター
帝京大学医真菌研究センター（ていきょうだいがくいしんきんけんきゅうセンター、英: Teikyo University Institute of Medical Mycology、略称: 帝京大医真菌研またはTIMM）は、東京都八王子市に所在し、ヒトの健康を障害する真菌（カビ・酵母・キノコ）とその管理に関する研究を目的とした研究所である。冲永荘一帝京大学総長（当時）の発案により、帝京大学の附置研究所として1983年（昭和58年）に設立された（初代センター長：山口英世）。
真菌症の診断、治療に関する基礎的臨床的研究と共に、国内で販売されている医家向け抗真菌薬の臨床・前臨床試験および治験に関与している。また、近年は環境、動物を含めた真菌関連健康障害の検討、ならびに多剤耐性高病原真菌（カンジダ・アウリス　Candida aurisやトリコフィトン・インドチニアエ　Trichophyton indotiniae）の新種記載とアウトブレーク管理に向けた基礎的研究が進められている。また、その過程で得られた国内臨床分離真菌株は、TIMMコレクションとして公開されている。
「真菌」の名を冠する研究施設として国内で最も長い伝統と有数の研究実績を誇る基礎医真菌学研究施設であり、概ね2010年までの国内における抗真菌薬の開発（前臨床試験）のすべてに関与してきた。2021年より、再び医真菌レファレンス（カンジダアウリス・レファレンス・センター；CARCを含む）並びに、真菌症診断法および抗真菌薬前臨床試験の受託・研究を開始した。
また、国内外より研究者、および大学院学生（医学研究科および医療技術学研究科）を受け入れている。
アウトリーチとしては、1997年以来八王子市教育委員会の依頼により夏季子ども科学教室を継続・実施している。また、日本医真菌学会　皮膚真菌症指導者講習会、ならびに海外研究者の医真菌学実習を実施している。
2023年10月1日に40周年を迎え、新宿　京王プラザホテルにて記念事業が施行された。

## 沿革（職位はすべて当時）
- 1983年（昭和58年） 帝京大学医学部に附置設立、抗真菌薬前臨床試験・治験検査受け入れとTIMMコレクションを開始（初代センター長：山口　英世　教授）
- 1992年（平成4年） 帝京大学附置研究施設へ改組（第4代センター長：齋藤　日向　教授）
- 2001年（平成13年）　国内動物園との共同研究によりコアラをはじめとする希少動物における真菌症研究を開始（代表：槇村　浩一　助教授）
- 2009年（平成21年） JAXAとの共同研究により有人宇宙環境における医真菌研究を開始（PI:槇村　浩一　准教授）
- 2021年（令和3年）冲永　寛子　センター長（第8代）就任
- 2022年（令和4年）キルギス科学アカデミー・帝京大学文化財研究所との共同研究としてキルギス共和国　アクベシム遺跡における「考古医科学」研究を開始（槇村　浩一　副センター長・教授　他）
- 2023年（令和5年）センター創立40周年（記念会開催）[4]

## 主な研究者（2025年4月1日現在）
- センター長 　冲永　寛子（帝京大学・常務理事・副学長）
- 副センター長・教授　槇村　浩一（真菌症制御部門）
- 教授　加納　塁（基礎研究部門）
- 准教授　山田　剛 （基礎研究部門）
- 講師　宮下惇嗣（基礎研究部門）
- 助教　アレシャフニ　ムハンマドマハディ（基礎研究部門）
- 兼担教授　多田　弥生（帝京大学医学部皮膚科学講座・主任教授）
- 兼担教授　吉野　友祐（帝京大学医学部微生物学講座・主任教授）
- 兼担教授　佐藤　友隆（帝京大学ちば総合医療センター 皮膚科・教授）
- 兼担教授　北沢　貴利（帝京大学医学部内科・教授）
- 兼担准教授　藤崎　竜一（帝京大学医療技術学部・准教授）
- 兼担講師　上田　たかね（帝京大学医学部微生物学講座・講師）
- 兼担講師　佐藤　一朗（帝京大学医療共通教育研究センター・准教授）

- 客員教授　山口　英世（帝京大大学名誉教授／基礎研究部門）
- 客員准教授　石島　早苗（基礎研究部門）
- 博士研究員　田村　俊（真菌症制御部門）
- 非常勤講師　西山　彌生（基礎研究部門）
- 非常勤講師　渡辺　晋一（帝京大学医学部名誉教授／真菌症制御部門）
- 非常勤講師　丸山　奈保（基礎研究部門）
- 非常勤講師　羽山　和美（基礎研究部門）
- 非常勤講師　楊　　彩佳（真菌症制御部門）
- 非常勤講師　アレシャフニ　リマザクズク（基礎研究部門）
- 非常勤講師　山西　千晶（真菌症制御部門）
- 非常勤講師　下山　陽也（真菌症制御部門）

## 研究分野
- 抗真菌薬の作用機序・耐性化機序の研究
- 抗真菌薬の前臨床試験
- 病原真菌の系統分類と保存
- 病原真菌のレファレンス
- 病原真菌の超微細形態学的研究
- 宇宙ステーション等特殊環境における真菌症の研究
- 考古医科学
- One health医真菌学

## 共通施設
- 共同実験・実習室
- 高度バイオセーフティ室
- 顕微鏡室
- 電子顕微鏡室
- 前臨床実験室
- 図書室

## 主な出版物
- Medical Mycology Research（2010 - ） センター刊行の査読誌であり、創刊以来医学中央雑誌に収載されている。帝京大学図書館OPACから閲覧可能。
- 真菌症遺伝子診断　病原真菌ゲノム解析プロトコール（山口英世監修・槙村浩一編集・116ページ・メジカルセンス・ISBN 4-944130-05-8）
- 医真菌100種 - 臨床で見逃していたカビたち -（槇村浩一著・232ページ・メディカル　サイエンス　インターナショナル・ISBN　978-4-8157-0149-9）